# Myrthe Schoenaker
Myrthe Schoenaker (født 1. juni 1992) er en hollandsk håndboldspiller, der spiller for København Håndbold. Hun har tidligere optrådt for tyske Füchse Berlin og hollandske SV Dalfsen.
Hun fik debut på det hollandske A-landshold d. 7. juni 2014 i en kamp mod Tyskland.